# ブッセート
ブッセート（伊: Busseto）は、イタリア共和国エミリア＝ロマーニャ州パルマ県にある、人口約6,800人の基礎自治体（コムーネ）。
ジュゼッペ・ヴェルディの出身地として有名である。

## 地理

### 位置・広がり

#### 隣接コムーネ
隣接するコムーネは以下の通り。括弧内のPCはピアチェンツァ県所属を示す。
- アルセーノ (PC)
- ベゼンツォーネ (PC)
- フィデンツァ
- ポレージネ・ジベッロ
- ソラーニャ
- ヴィッラノーヴァ・スッラルダ (PC)

### 気候分類・地震分類
ブッセートにおけるイタリアの気候分類 (it) および度日は、zona E, 2508 GGである。
また、イタリアの地震リスク階級 (it) では、zona 3 (sismicità bassa) に分類される。

## 行政

### 分離集落
ブッセートには以下の分離集落（フラツィオーネ）がある。
- Frescarolo, Madonna dei Prati, Roncole Verdi, Samboseto, San Rocco, Sant'Andrea, Semoriva, Spigarolo

## 姉妹都市
- Carry-le-Rouet、フランス 2005年

## 人物

### 著名な出身者
- ジュゼッペ・ヴェルディ - 19世紀の作曲家。ロンコーレ(Roncole Verdi)生まれ